# Walter Wehner

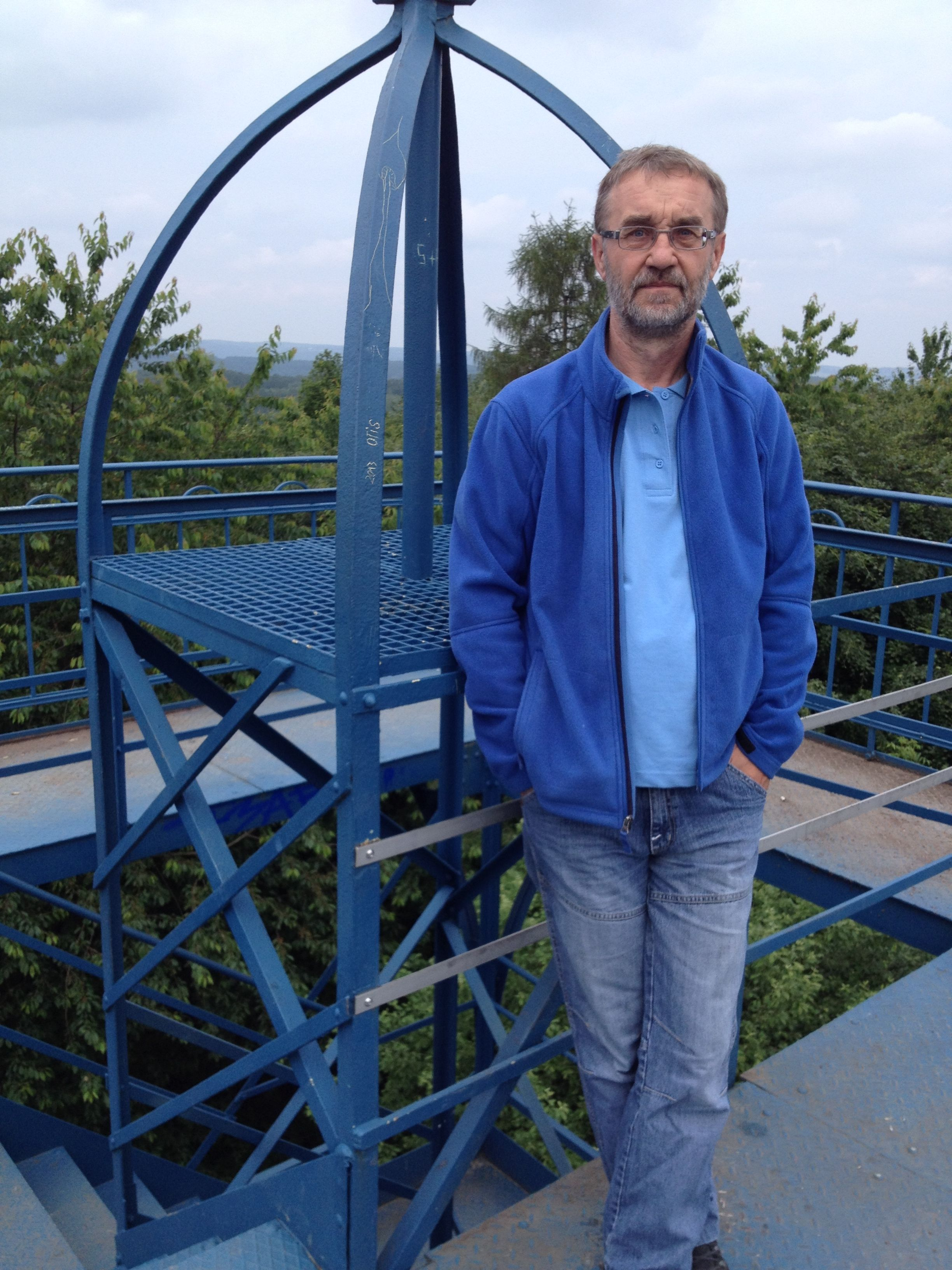
Walter Wehner im Jahr 2014

Walter Werner Wehner (* 2. Oktober 1949 in Werdohl, Märkischer Kreis) ist ein deutscher Autor.

## Leben
Wehner wuchs in Essen auf und studierte Germanistik und Kunstgeschichte. Im Jahr 1978 promovierte er mit einer Arbeit zum Thema Weberaufstände und Weberelend in der Lyrik des neunzehnten Jahrhunderts.
Seine berufliche Laufbahn beinhaltete Buchhandels- und Universitätstätigkeiten sowie die langjährige Leitung des Fachbereichs für kulturelle Bildung an der Volkshochschule Essen. Seit 2012 ist er im Ruhestand.
Walter Wehner schreibt Gedichte und Prosa, Hörspiele und Theaterstücke, sowie gelegentlich Fachliteratur. Er betreibt ein umfangreiches Lyrikarchiv mit derzeit rund 5.000 Ausgaben sowie eine Webseite zum Thema Robinsonaden.
Wehner nahm an Fortbildungsseminaren der Bertelsmann Stiftung in Straelen und dem Nordkolleg in Rendsburg teil. Zusammen mit dem Essener Schriftsteller Reinhard Jahn bildet er das Autoren-Duo Karr-Wehner. Zahlreiche Werke des Duos erhielten Auszeichnungen.
Karr-Wehner veröffentlichten Kriminalromane, Kurzgeschichten und Hörspiele, die von fast allen ARD-Anstalten gespielt wurden. Ihr erster gemeinsamer Roman Geierfrühling erschien im Herbst 1994 im Haffmans Verlag Zürich, der zweite Band um den Helden Gonzo Gonschorek folgte mit Rattensommer im Sommer 1995. Der Bullenwinter schloss 1999 die Romanreihe ab. Seitdem erschienen in loser Folge Kurzgeschichten um den Videoreporter Gonzo.

## Privates
Wehner ist verheiratet und hat zwei Töchter. Er lebt in Iserlohn.

## Werke

### Walter Wehner
- Spuren. Gedichte. Mit Linolschnitten von Fritz Möser. Der Karlsruher Bote, Karlsruhe 1974.
- „Bis alles in Scherben fällt“: Neofaschistische Publikationen. In: Demokratische Erziehung. Heft 2, 1978.
- Heinrich Heine „Die schlesischen Weber“ und andere Texte zum Weberelend. (= UTB. Nr. 973). Fink, München 1980, ISBN 3-7705-1884-5.
- Weberelend und Weberaufstände in der deutschen Lyrik des 19. Jahrhunderts. Dissertation von 1978. Fink, München 1981, ISBN 3-7705-1979-5.
- mit Josef Jansen u. a.: Einführung in die deutsche Literatur des 19. Jahrhunderts. Westdeutscher Verlag, Opladen
  - Band 1, 1982, ISBN 3-531-11531-6.
  - Band 2, 1984, ISBN 3-531-11532-4.
- Gedichte. (= Bergische Taschenliteratur. Band 2). Amt für Öffentlichkeitsarbeit und Kultur, Mettmann 1983.
- mit Erich Pfandhöfer: Strukturen – Gedichte und Holzschnitte. print service, Essen 1983
- Bibliographie Essener Autoren. Stadt Essen (Herausgeber), Essen 1986.
- Essen Altstadt – Geschichten vom alten Wachowski. Text-Bildband. A4-Verlag, Essen 1985, ISBN 3-928035-01-0.
- Worte, Wörter. Gedichte, Fotografien von Uli Brockfeld. Westarp, Mülheim 1988, ISBN 3-923456-17-4.
- Die Toten an die Lebenden. Ein Freiligrath-Gedicht und seine Iserlohner Leser. In: Stadtarchiv Iserlohn (Hrsg.): Beiträge zur Geschichte Iserlohns. Band 20: Iserlohn in der Revolution 1848/49 – Darstellungen und Quellen. Iserlohn 2000.
- mit Dirk Hallenberger: Literarischer Stadtführer Essen. Klartext-Verlag, Essen 2002, ISBN 3-89861-132-9.
- Robinson kehrt heim – ins Reich. Robinsonaden während der NS-Zeit. In: Förderverein Museum Weißenfels (Hrsg.) Robinson in Weißenfels, Eine Publikation anlässlich der gleichnamigen Ausstellung, Weißenfels. Ausstellungskatalog. 2004.
- Operative Lyrik als biographische Quelle in Lokalzeitungen der NS-Zeit. In: Marcus Stumpf (Hrsg.): Die Biographie in der Stadt- und Regionalgeschichte. (= Westfälische Quellen und Archivpublikationen. Band 26). LWL, Münster 2011, ISBN 978-3-936258-14-1, S. 95 ff.
- mit Jenny Warnecke: Louise Franziska Aston (1814–1871). Radikale Schriftstellerin des Vormärz und Vorkämpferin der Frauenemanzipation. In: Walter Schmidt (Hrsg.): Akteure eines Umbruchs. Männer und Frauen der Revolution von 1848/49. Band IV, Fides, Berlin 2013, ISBN 978-3-931363-18-5, S. 61–117.
- „Deutschland muß leben, und wenn wir sterben müssen!“ Gedichte für den Weltkrieg 1914–1918. In: Der Märker. Heft 63, 2014, S. 37 ff.
- „Epochenwechsel“ 1968/69 in Iserlohn und die Folgen für Stadt und Parteien. In: Der Märker. Heft 65, 2016, S. 90 ff.
- „Wir haben keine süße Reden...“ – Emil Rittershaus und das Westfalenlied. In: Literatur in Westfalen. Beiträge zur Forschung. Band 15, Aisthesis Verlag, Bielefeld 2017, ISBN 978-3-8498-1183-9.
- Ferdinand Freiligrath und Iserlohn. Traditionspflege, Rezeption und Vereinnahmungen. In: Lothar Ehrlich, Detlev Kopp (Hrsg.): Grabbe-Jahrbuch 2017. Aisthesis, Bielefeld 2017, ISBN 978-3-8498-1266-9.
- Literaturgeschichte Iserlohns. Literatur und Literaturbetrieb in Iserlohn 1945–1965. Neustart oder Fehlstart? / Literatur und Literaturbetrieb in Iserlohn nach 1965. Provinz als genutzte oder verpasste Chance? In: Literatur in Westfalen. Beiträge zur Forschung. Band 16, Aisthesis-Verlag, Bielefeld 2018, ISBN 978-3-8498-1304-8.
- Clementine Varnhagen (1857–1947) – Eine vergessene Sozialdemokratin. In: Der Märker. Heft 68/69, 2019, S. 121 ff.
- „Über alles in der Welt“ – Filme für Kinder und Jugendliche in der NS-Zeit, gezeigt in den Kinos des Kreises Iserlohn. In: Der Märker. Heft 70, 2021, S. 28 ff.
- was bleibt - gedichte – Verlag Zimmermann, Balve 2024, ISBN 978-3-89053-168-7.[1]

### Karr-Wehner

#### Kriminalromane
- 1992 Berbersommer (Stories), Essen: A4-Verlag, ISBN 978-3-928035-04-0
- 1994 Geierfrühling, Haffmans Verlag, (GONZO-Roman #1) (auch E-Book)
- 1995 Rattensommer, Haffmans Verlag, (GONZO-Roman #2) (auch E-Book); im Jahr 2000 auch in Italien unter dem Titel L' estate dei ratti im Verlag Hobby e Work in Bresso, ISBN 978-88-7133-434-9, erschienen.
- 1996 Blutiger Sommer, Henselowsky Boschmann,
- 1997 Tödliche Bücher, literacard, Delius,
- 1997 Hühnerherbst, Haffmans Verlag, (GONZO-Roman #3) (auch E-Book)
- 1998 Eine böse Überraschung (Kettenroman mit Gisbert Haefs mit Frank Göhre, Janwillem van de Wetering, D.B. Blettenberg, Uta-Maria Heim, Jürgen Alberts, Helmut Ziegler, Peter Zeindler, Gunter Gerlach, Peter Schmidt, Robert Lynn, -ky, Tatjana Kruse, Robert Brack, Daniel Douglas Wissmann, Regula Venske, Thea Dorn, Georg M. Oswald, Ann Camones, Hartmut Mechtel, Virginia Doyle und Norbert Klugmann) (rororo 43296)
- 1999 Bullenwinter, Haffmans Verlag, Raben Krimi 8, (GONZO-Roman #4) (auch E-Book)
- 1999 als „Mike Jaeger“: OMEGA-TEAM – Eurokiller, rororo 43375,
- 2000 Das John Lennon-Komplott (Jugendkrimi), Verlag der Criminale, (auch E-Book)
- 2000 Das Gipfeltreffen (Kettenroman, gemeinsam mit Doris Gercke, Ingrid Noll, Edith Kneifl, Regula Venske, Frank Göhre, Gisbert Haefs, Robert Hültner und Jürgen Alberts) Heyne,
- 2010 Feuerspiele (Jugendkrimi), Mülheim an der Ruhr, Verlag an der Ruhr, ISBN 978-3-8346-0646-4, auch 2016 als E-Book mit ISBN 978-3-8346-3260-9
- 2011 Schneekönige (Jugendkrimi), Mülheim an der Ruhr, Verlag an der Ruhr, ISBN 978-3-8346-0794-2, auch 2016 als E-Book mit ISBN 978-3-8346-3262-3
- 2011 Dunkle Nacht der Engel: Ein Weihnachtskrimi aus Essen, München: neobooks.com, neobooks Single, Knaur E-Book, ISBN 978-3-8476-0029-9
- 2012 Rania, Hamburg: Verlag Literatur Quickie, Literatur-Quickie No.51, ISBN 978-3-942212-73-1 (auch als E-Book)
- 2013 Gonzo – Die Classics, (Stories), (E-Book)
- 2013 Gonzo!, (Stories), (E-Book)
- 2013 Essener Geschichten, (Stories), (E-Book)
- 2015 Gonzo-Krimireihe Gesamtausgabe, Verlag Klartext

#### Hörspiele
- 1988 Die Gedenktafel (mit Hanns-Peter Karr), Radio Bremen, Kurzhörspiel, 9 Min., Erstsendung 12. Oktober 1988
- 1989 Der Intrigant (mit Hanns-Peter Karr), Süddeutscher Rundfunk, Kurzhörspiel, 13 Min., Erstsendung 29. Oktober 1989
- 1989 Blackbox B1. Radio-Roman – Folge 9, Das Leben ist der halbe Tod oder: Gestern war heute noch morgen (mit Hanns-Peter Karr). WDR, 60 Min., Erstsendung 11. September 1989
- 1990 Blackbox B1. Radio-Roman – Folge 13. Das Leben, die Liebe, der Tod oder: PR und die Folgen (mit Hanns-Peter Karr). WDR, 60 Min., Erstsendung 5. Februar 1990
- 1990 Blackbox B1. Radio-Roman – Folge 23 (mit Hanns-Peter Karr). Nachtexpress oder: Der Schnee in den Gärten (mit Hanns-Peter Karr), WDR, 75 Minuten, Erstsendung 17. Dezember 1990
- 1992 Strasse frei (mit Hanns-Peter Karr), WDR/Bayerischer Rundfunk, 50 Min., Erstsendung 5. September 1992
- 1992 Berberstar (mit Hanns-Peter Karr), Ostdeutscher Rundfunk Brandenburg, 15 Min., Erstsendung 18. Januar 1993
- 1993 Siebzehn gewinnt (mit Reinhard Jahn), Radio Bremen, 50 Min., Erstsendung 26. April 1993
- 1994 Schlüsselfahrt (mit Hanns-Peter Karr), Sender Freies Berlin/BR, 50 Min., Erstsendung 15. Mai 1994
- 1994 Schöner sterben (mit Hanns-Peter Karr), WDR, 50 Min., Erstsendung 29. Oktober 1994
- 1995 Jezz abba feste 5: Haste was in Aussicht? (mit Hanns-Peter Karr), WDR 50 Minuten, Erstsendung 17. November 1995
- 1995 (mit Bernd Behrendt, Gabriele Kraiczek, Hartmut Przybilski, Eva Maria Striewe und mit Hanns-Peter Karr) Jezz abba feste 6: Schöne Bescherung allerseits, WDR 55 Min., Erstsendung 22. Dezember 1995
- 1996 Jezz abba feste 9: Auf dem Höhepunkt mußt du aufhörn, sonst gehdet bergab! (mit Hanns-Peter Karr) WDR, 60 Min., Erstsendung 29. März 1996
- 1996 Jezz abba feste 10: Immer wieder aufstehen (mit Hanns-Peter Karr), WDR, 60 Min., Erstsendung 26. April 1996
- 1999 Graceland – Ein Gonzo-Hörspiel (mit Hanns-Peter Karr), MDR, 45 Minuten, Erstsendung 12. Dezember 1999
- 2000 Das Leben, die Liebe, der Tod oder PR und die Folgen – Ein Krimiabend aus Motiven des Radioromans Blackbox B1 aus den Jahren 1990/91 (mit Hanns-Peter Karr), WDR, 115 Minuten, Erstsendung 30. September 2000

### Internet-Projekt
- 2000 ff. INSELSCHICKSALE – Von Robinsons Eiland zur politischen Utopie zur Medienwelt. Internet-Katalog zu Robinsonaden[2]

### Herausgeber
Wehner ist (Mit-)Herausgeber von:
- 1981 Die Arbeiterbewegung im Ruhrgebiet. Nachdruck der Ausgabe Essen, Buchdruckerei der Arbeiter-Zeitung Dortmund, Filiale Essen, 1907,  Essen: Homann und Wehr, ohne ISBN
- 1984 Essener Lesebuch '84. Geschichten und Gedichte von 26 Autoren, Essen: Klartext Verlag, ISBN 978-3-88474-500-7
- 2021 Im Mordfall Iserlohn, Anthologie anlässlich der Criminale 2021 (zusammen mit Kathrin Heinrichs), Emons, Köln, ISBN 978-3-7408-1126-6 (als E-Book ISBN 978-3-96041-719-4)

## Auszeichnungen
- 1985 Preis beim Landeswettbewerb der Autoren NRW
- 1985 Kulturpreis der Stadt Velbert
- 1986 Literaturpreis Ruhrgebiet (Förderpreis)
- 1988 Walter-Serner-Preis des Sender Freies Berlin (mit Reinhard Jahn) für Nachtfahrt
- 1989 Walter-Hasenclever-Literaturpreis der Stadt Aachen (mit Reinhard Jahn) für Angela, mein Engel
- 1989 Literaturpreis Ruhrgebiet/Förderpreis (mit Reinhard Jahn) für Berbersommer
- 1996 Friedrich-Glauser-Preis (mit Reinhard Jahn) für Rattensommer
- 2000 Literaturpreis Ruhrgebiet (mit Reinhard Jahn)
- 2012 1. Preis Kurzgeschichtenwettbewerb neobooks (mit Reinhard Jahn) für Rania
- 2012 Westfälischer Kurzhörspiel Award (mit Reinhard Jahn) für Das Robinson-Dilemma
- 2013 Postpoetry für schnappschuss
- 2018 Friedrich-Glauser-Preis für die beste Krimi-Kurzgeschichte (mit Reinhard Jahn) für Hier in Tremonia